# Euphyllia cristata
Euphyllia cristata är en korallart som beskrevs av Auguste Jean Baptiste Chevalier 1971. Euphyllia cristata ingår i släktet Euphyllia och familjen Euphyllidae. IUCN kategoriserar arten globalt som sårbar. Inga underarter finns listade i Catalogue of Life.